# Nelson Dewey
Nelson Dewey (Lebanon, 19 dicembre 1813 – Cassville, 21 luglio 1889) è stato un politico statunitense. Fu il primo governatore del Wisconsin dal 1848 al 1852.

## Biografia
Dewey nacque nel Lebanon il 19 dicembre 1813 da Ebenezer and Lucy (née Webster) Dewey. La famiglia di suo papà viveva nel New England dal 1633, quando il loro antenato Thomas Due arrivò in America dalla contea di Kent, in Inghilterra.
La famiglia di Dewey si trasferì a Butternuts, New York (ora Morris), l'anno successivo alla sua nascita, frequentò la scuola lì. All'età di 16 anni iniziò a frequentare la Hamilton Academy di Hamilton, New York. Ha frequentato l'accademia per tre anni, quindi è tornato a Butternut per insegnare.
Ebenezer Dewey, il padre di Dewey, era un avvocato e desiderava che suo figlio si unisse alla stessa professione. Dewey iniziò a studiare legge nel 1833, prima con suo padre, poi con lo studio legale Hanen & Davies, poi con Samuel S. Bowne a Cooperstown, New York. Lasciò Bowne nel maggio 1836 e nel giugno di quell'anno arrivò nella regione mineraria principale di Galena, Illinois, lavorando come impiegato per Daniels, Dennison & Co., una società di speculatori fondiari di New York. Circa una settimana dopo il suo arrivo, si trasferì a Cassville, nel Wisconsin. Divenne cittadino del territorio nel 1836. Daniels, Dennison & Co. avevano acquistato il terreno su cui era stata costruita Cassville e il loro piano era quello di sviluppare e promuovere il villaggio nella speranza che crescesse e alla fine fosse scelto come capitale del territorio del Wisconsin o di un futuro stato.

## Politica territoriale
Il 4 marzo 1837, Dewey fu eletto Registro degli atti per la neonata contea di Grant; lo stesso anno fu nominato giudice di pace della contea dal governatore territoriale Henry Dodge. Fu, e continuò ad esserlo per il resto della sua carriera politica, un membro del Partito Democratico. Quando i piani aziendali di Daniels, Dennison & Co. fallirono nel 1838, dopo che Madison fu scelta come capitale, Dewey si trasferì a Lancaster, nel Wisconsin, dove fu ammesso all'albo degli avvocati in un esame tenuto da Charles Dunn, il giudice capo della Corte Suprema del Territorio del Wisconsin; nello stesso anno fu nominato procuratore distrettuale della contea di Grant.
Come avvocato, ha stretto una partnership con J. Allen Barber, che è durata dal 1840 fino al maggio 1848. Insieme, divennero famosi nella regione mineraria principale del Wisconsin, acquisendo miniere e investendo in società minerarie.
Nel novembre 1838, Dewey fu eletto all'assemblea territoriale come rappresentante della contea di Grant; fu rieletto nel 1840 e divenne il relatore di quel corpo per una sessione. Prestò servizio come membro dell'assemblea fino al 1842, quando gli elettori della contea di Grant lo elessero al consiglio territoriale; durante la sessione del 1846, durante la quale fu discussa un'imminente convenzione che avrebbe prodotto un progetto di costituzione per lo Stato del Wisconsin, servì come presidente del consiglio. Non fu rieletto nel 1846, a causa di una nuova maggioranza Whig nella contea di Grant